# 宁波美术馆
29°52′51.32″N 121°33′25.70″E / 29.8809222°N 121.5571389°E
宁波美术馆是中国浙江省宁波市的一座公办美术馆，占地面积15800平方米，建成于2005年10月。美术馆位于宁波老外滩区域的甬江边，原址为宁波轮船码头所在地，拥有100多年的轮船运营史。轮船码头停航后，码头航运大楼被废弃。2003年，由中国大陆知名建筑师王澍主持设计，原有航运大楼改建为美术馆。设计者保留了原有航运大楼的内部空间结构，并结合美术馆的运营需要，将底层布局为大规模展厅，上层布局为纯艺术展览区域。建成后的宁波美术馆包含展厅、收藏库、报告厅、艺术家工作室、艺术教育中心等功能。美术馆开放以来，一度出现海外名家名作遭受冷遇的现象。2011年，宁波美术馆在中国大陆同类美术馆中率先实行免费开放，此后参观人数有了较大幅度的增长。

## 历史
宁波美术馆选址于原宁波轮船码头。1862年，美国旗昌轮船公司开始运营最早的宁波至上海轮船航线。此后曾有英、法、美、日以及中国本土若干家轮船公司运营。历史上航线最为繁忙之时，曾经一天运营七班，每班载客千余人。然而，随着杭甬高速公路的开通，宁波轮船码头的客运量急剧下滑。2001年，最后一艘运营沪甬航线的宁波海运“天封轮”宣布停航。适时正值宁波市政府寻找宁波美术馆的选址，经过时任中国美术学院院长许江和教授王澍等人的考察，向宁波市政府提出改建原客运大楼为宁波美术馆的建议，得到了市政府的支持。宁波港务局（今宁波港集团）将原有客运大楼和广场、码头无偿捐献给美术馆建设。

## 建筑特色

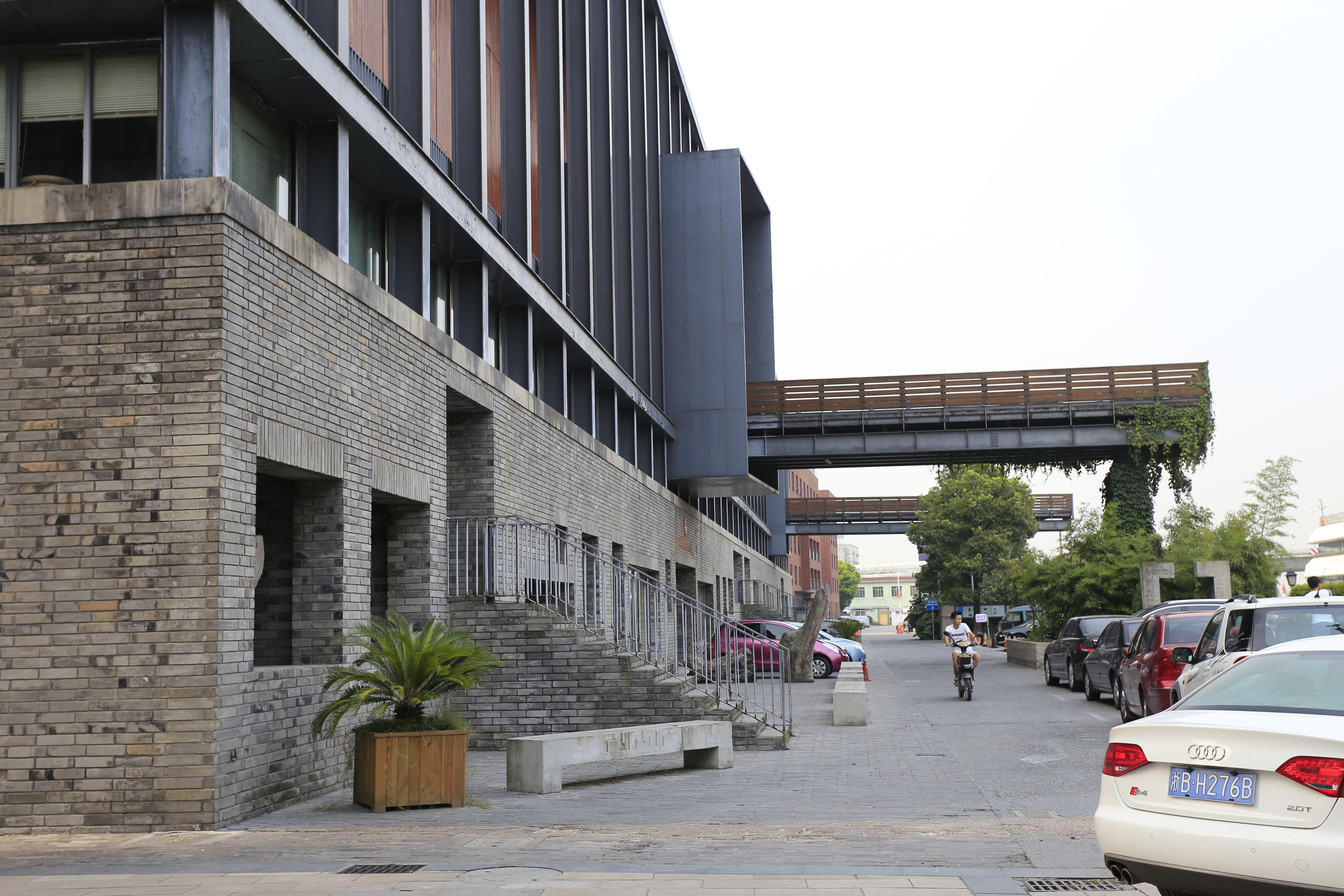
宁波美术馆临江侧飘出的看台

宁波美术馆是中国知名建筑师王澍的代表作之一。王澍在谈及宁波美术馆设计时曾指出，美术馆对于原有的航运大楼而言，“吐纳着城市与一条江的方向性应被小心地保持”。因而，设计者保留了原有航运大楼的空间结构，以保留这座大楼给城市带来的记忆。同时，原有的码头在设计者的呼吁下得以保留。
建筑主体设计方面，建筑面向人民路的一部分并没有采用常见的广场或者台阶布局，而是利用一个入口的高台院落和栈桥的设计，寓意中国传统院落的结构。面向甬江的一侧则利用两个扁平长方形相互叠加从而体现出船的形象。建筑主体二层包含100扇高8米的衫木板门，装饰在100米长，6米宽的沿江长廊一侧，意图重建一种已经断裂的生活方式。
建筑的空间利用方面，设计者将建筑一层设计为开放展厅，可举办各种不限于艺术的展览，以支撑美术馆的日常运营。为此，设计者有意将室外的地砖一直延伸到展厅内部，寓意展厅的开放性。而二层以上则为纯艺术展览和创作空间。
材料利用方面，美术馆的基座采用宁波传统建筑中常用的青砖，基部采用特质的城砖砌成，与周边老外滩的砖砌建筑保持一致，又体现出美术馆建筑自身的特点。基座中嵌有洞窟，取材于敦煌，暗喻所在地轮船码头曾是宁波人乘船前往普陀山进香的始发地。上部则为钢木结构，喻示船与港口的材料。

## 重要展览
宁波国际平面设计双年展（IGDB）是宁波美术馆举办的重要展览活动。展览前身为宁波国际海报双年展，至2015年已举办8届。